# Stonehead
Stonehead (auch Aulton oder Whitebrow genannt) ist ein westlich von Insch in Aberdeenshire in Schottland gelegener stark gestörter Recumbent Stone Circle (RSC) (dt. liegender Steinkreis) von dem nur wenige Steine erhalten sind. 
Die äußere und innere Höhe des „liegenden Steines“ unterscheiden sich deutlich. Auf seiner Außenseite beträgt die größte Höhe 2,29 m. Auf der Innenseite misst er mittig 1,6 m und an den Enden 1,12 bzw. 1,21 m. Der „liegende Stein“ ist etwa 4,06 m lang und im Verhältnis sehr dünn (0,3 m). Die beiden Flankensteine sind deutlich höher. Zwei andere Steine sind wahrscheinlich nicht Teil des ursprünglichen Steinkreises. 
Etwa 800 m entfernt liegen der Steinkreis und das Hillfort von Dunnideer.